# Frederick Sheffield
Pour les articles homonymes, voir Sheffield (homonymie).
Frederick Sheffield, né le 26 février 1902 à New York et mort le 8 mai 1971 à Wilton (Connecticut), est un rameur d'aviron américain.

## Palmarès

### Jeux olympiques
- Paris 1924
  -  Médaille d'or en huit[1].